# Kingston en Arthurs Vale
Kingston en Arthurs Vale Historic Area is een oude nederzetting op de door heuvels begrensde kustvlakten van Kingston aan de zuidkant van het eiland Norfolk. De nederzetting bestaat uit een grote groep gebouwen uit het door het Britse Imperium veroordeelde tijdperk (1788-1855).
De nederzetting is van sterke culturele betekenis voor Australië en daarom staat het gebied formeel ingeschreven op zowel de Australian National Heritage List als de werelderfgoedlijst van UNESCO als onderdeel van de Australische dwangarbeiderskolonies.